# Tylko dla dorosłych
Tylko dla dorosłych (рус. «Только для взрослых») — десятый студийный альбом польского рэпера O.S.T.R., вышедший 26 февраля 2010 года. Диск получил в Польше статус платинового альбома. В июле этот альбом был номинирован на «Superjedynki» в номинации «Płyta roku (hip-hop)» (хип-хоп альбом), однако O.S.T.R. отказался от участия.

## Об альбоме
В качестве бонуса к альбому прилагался второй CD-диск, на котором были записаны 18 треков без названия. Композиция «Śpij spokojnie» вышла в качестве сингла; её премьера состоялась 18 января 2010 года. Также на песню «Śpij spokojnie» был снят видеоклип.

## Обложка альбома
Обложка альбома выполнена польским художником Гжегожем Пивнинским, который часто публикует работы под псевдонимом Forin.

## Список композиций

### CD1
| №   | Название                                               | Длительность |
| --- | ------------------------------------------------------ | ------------ |
| 1.  | «Tak to się zaczęło» (Так это началось)                | 1:51         |
| 2.  | «Przez stress» (Через стресс)                          | 3:45         |
| 3.  | «Konsumpcjonizm» (Потребительство)                     | 3:17         |
| 4.  | «Spalić gniew» (Сжечь гнев)                            | 4:14         |
| 5.  | «To potrwa sekundę» (Это продлится секунду)            | 2:34         |
| 6.  | «Śpij spokojnie» (Спи спокойно)                        | 3:57         |
| 7.  | «Walka z wrogiem» (Борьба с врагом)                    | 3:17         |
| 8.  | «Nie wszystko co złe» (Не всё, что плохо)              | 3:32         |
| 9.  | «Żywy lub martwy» (Живой или мёртвый)                  | 4:01         |
| 10. | «Nie odwracaj się» (Не отворачивайся)                  | 3:27         |
| 11. | «Za drugim razem» (В другой раз)                       | 2:34         |
| 12. | «To nie czas» (Это не время)                           | 3:34         |
| 13. | «Dowód w Twoich rękach» (Доказательство в Твоих руках) | 3:46         |
| 14. | «Klucz do zagadki» (Ключ к разгадке)                   | 2:49         |
| 15. | «Przemyśl to sobie» (Обдумай это)                      | 0:43         |

### CD2
| №   | Название          | Длительность |
| --- | ----------------- | ------------ |
| 1.  | «Без названия 1»  | 3:50         |
| 2.  | «Без названия 2»  | 3:21         |
| 3.  | «Без названия 3»  | 3:52         |
| 4.  | «Без названия 4»  | 3:44         |
| 5.  | «Без названия 5»  | 3:23         |
| 6.  | «Без названия 6»  | 3:29         |
| 7.  | «Без названия 7»  | 3:27         |
| 8.  | «Без названия 8»  | 2:58         |
| 9.  | «Без названия 9»  | 2:57         |
| 10. | «Без названия 10» | 4:04         |
| 11. | «Без названия 11» | 4:03         |
| 12. | «Без названия 12» | 3:04         |
| 13. | «Без названия 13» | 3:34         |
| 14. | «Без названия 14» | 3:39         |
| 15. | «Без названия 15» | 3:08         |
| 16. | «Без названия 16» | 4:03         |
| 17. | «Без названия 17» | 3:59         |
| 18. | «Без названия 18» | 7:31         |

## Награды и места в чартах
В первую неделю после выпуска альбом «Tylko dla dorosłych» занял первую строчку в официальном музыкальном чарте Польши. Кроме того, по итогам марта 2010 года польская ассоциация аудио- и видеопроизводителей (пол. Związek Producentów Audio-Video) поставила данный альбом на восьмое место в списке Top 100 альбомов месяца.
14 апреля 2011 года «Tylko dla dorosłych» получил в Польше статус платинового альбома. В июле этот альбом был номинирован на «Superjedynki» в номинации «Płyta roku (hip-hop)» (хип-хоп альбом), однако O.S.T.R. отказался от участия.
- Польша —  Платина, 1